# Cranaus bilunatus
Cranaus bilunatus is een hooiwagen uit de familie Cranaidae.